# Odvaha (kniha)
Odvaha (1940, Call It Courage) je dobrodružná novela pro děti a mládež amerického spisovatele a ilustrátora Armstronga Sperryho, který ji vydal s vlastními ilustracemi. Jedná se o jeho nejslavnější dílo a Sperry za ně obdržel roku 1941 prestižní cenu Newbery Medal, každoročně udílenou za význačný příspěvek do americké dětské literatury.
Příběh novely je založen na polynéské pověsti, kterou mimo jiné rovněž zpracovává italský dokumentární film Poslední ráj (1956, L'ultimo paradiso) režiséra Folca Quillicho.

## Obsah novely
Obsahem novely je nadčasový příběh polynéského chlapce, který se snaží překonat svůj strach. Jmenuje se Matafu a jeho otec Tavana Nui je náčelníkem atolu Hikueru v souostroví Tuamotu. Obyvateli ostrova je Matafu považován za zbabělce, který dělá hanbu svému otci, protože se bojí moře. Matafu byl totiž jako batole svědkem toho, jak jeho matka zahynula v moři během velkého hurikánu. Je velkou ironií osudu, že chlapcovo jméno znamená Statečné srdce.
Matafu se snaží svůj strach překonat. Jedné noci nasedne do kánoe a vydá se na moře, aniž ví kam. Bouří je zahnán na opuštěný ostrov, kde je nucen postarat se sám o sebe. Společnost mu dělá jen jeho pes Uri, kterého si vzal s sebou, a albatros Kivi. Musí si najít přístřeší, obstarávat si jídlo a prokázat statečnost v boji s divokým prasetem, chobotnicí a při zabití žraloka, který mu bránil v lovu ryb a ohrožoval jeho psa. Pochopí, že se přestal bát věcí, které ho dříve děsily. Protože se chce z ostrova dostat, začne stavět kánoi.
Na ostrově Matafu také brzy objeví obětní oltář lidojedů, kteří sem zřejmě jezdí ze sousedního ostrova konat své obřady. Jednoho dne se lidojedi na ostrově skutečně objeví a chlapce pronásledují. Matafuovi se podaří na kánoi uniknout a vrátit se domů. Zde ho jeho otec pozná jen díky psovi, který se s ním také vrátil. Tak hodně se Matafu, který dospěl v muže, změnil.

## Filmové adaptace
- Call It Courage (1973, Odvaha), americký televizní film, součást televizního seriálu Disneyland, režie Roy Edward Disney.[4]

## Česká vydání
- Odvaha, SNDK, Praha 1966, přeložila Emanuela Tilschová, ilustroval Ladislav Hájek.